# Фюрст, Филипп
Филипп Фюрст (нем. Philipp Fürst; 8 ноября 1936, Людвигсхафен-ам-Райн, Пфальц — 6 ноября 2014, Людвигсхафен, Рейнланд-Пфальц) — западногерманский гимнаст, бронзовый призёр летних Олимпийских игр в Токио (1964) в командном первенстве.

## Спортивная карьера
Выступал за гимнастический клуб Germania 1889 Oppau. На чемпионате Европы в Копенгагене (1959) был бронзовым призёром в индивидуальном многоборье и на коне, через два года на континентальном первенстве в Люксембурге (1961) в соревнованиях на коне разделил серебро с советским спортсменом Виктором Леонтьевым.
В чемпионатах ФРГ трижды становился чемпионом в командном многоборье и выиграл 18 титулов индивидуальном зачёте:
- пять раз — в индивидуальном многоборье (1957, 1959, 1961, 1962 и 1964),
- четырежды — на брусьях (1959—1962),
- четырежды — на коне (1957, 1959, 1961 и 1962),
- трижды — на перекладине (1957, 1961 и 1964),
- дважды — на кольцах (1961 и 1964).

Подобные высокие результаты на национальном уровне сопоставимы лишь с выступлениями Эберхарда Гингера в ФРГ и Клауса Кёсте в ГДР.
Дважды участвовал в Олимпийских играх. В 1960 году на Олимпиаде в Риме не завоевал наград, а в 1964 году на Играх в Токио выиграл бронзовую медаль в командном многоборье.
Являясь по специальности каменщиком, а затем — инженером-строителем, в 1962 г. он окончил Немецкую гимнастическую школу во Франкфурте-на-Майне, получив диплом преподавателя гимнастики и физкультуры. После завершения спортивной карьеры работал в качестве национального тренера мужской сборной федерации гимнастики ФРГ (1969—1985), затем до 1996 г. — в Государственном учебном центре Людвигсхафен-Oppau.
В 1964 г. был награждён Серебряным лавровым листом, высшей спортивной наградой ФРГ.